# 普魯德尼克縣

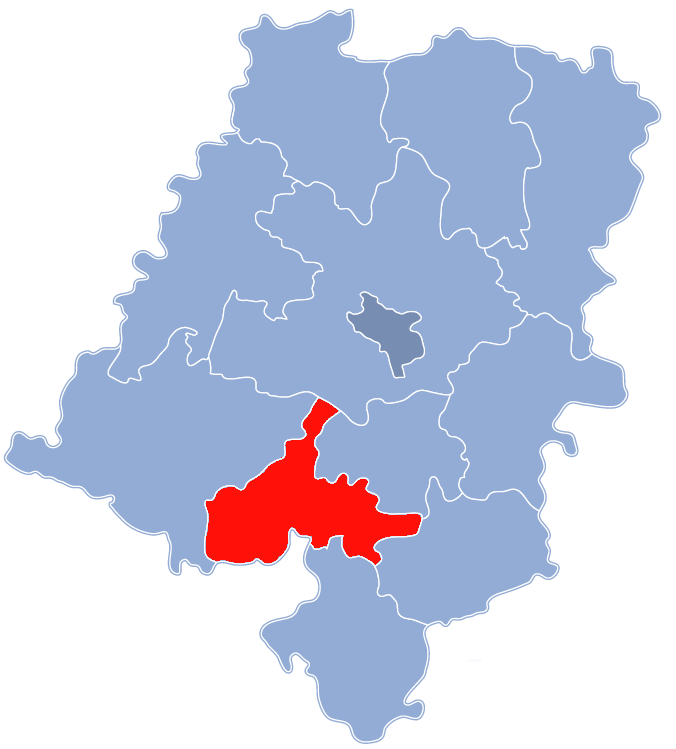

50°19′22″N 17°34′36″E / 50.32278°N 17.57667°E
普魯德尼克縣（波蘭語：Powiat prudnicki），是波蘭的縣份，位於該國南部，由奧波萊省負責管轄，首府設於普魯德尼克，面積571平方公里，2006年人口59,931，人口密度每平方公里100人。